# Agua Fria (Califórnia)
Agua Fria (anteriormente, chamada de Agua Frio, Agua Frie e Aqua Fria) é uma comunidade não-incorporada do Condado de Mariposa na Califórnia.  Está localizada 8,4 km a nordeste de Catheys Valley, à altitude de 2001 pés (610 m). 
Água Fria é uma cidade fantasma. O local hoje é propriedade privada, e é um marco histórico na Califórnia (# 518). 

## História
Agua Fria foi um acampamento dividido em Baixa Agua Fria e Alta Agua Fria. O nome era derivado de duas nascentes de água fria cercada de um quarto de milha abaixo Baixo Agua Fria (parte principal da cidade). Em 1850, foi um florescente centro de comércio de muitos recém-chegados, na Califórnia, vindos principalmente do México. Foi a primeira Sede de Justiça do Condado de Maricopa, entre 18 de fevereiro de 1850 a 10 de novembro de 1851. A população começou a diminuir no início da segunda metade do século XIX, quando a cidade sofreu destrutivos incêndios e nunca foi reconstruída.